# 颱風科羅旺 (2015年)
| 太平洋颱風季             |
| 主題頁 - 專題 - 編輯指南 |

颱風科羅旺 （英語：Typhoon Krovanh，國際編號：1520，聯合颱風警報中心：20W）是2015年太平洋颱風季第18個被命名的風暴。「科羅旺」一名由柬埔寨提供，即白豆蔻，盛產於柬埔寨、泰國、老挝、越南、斯里蘭卡等國，而中國雲南、廣東、廣西等地亦有栽培。

## 發展過程
一個低壓區於2015年9月13日在關島以東海域生成，美國海軍研究實驗室給予熱帶擾動編號96W。翌日（14日）午夜12時，聯合颱風警報中心對其在24小時內形成為熱帶氣旋的機會給予評級「低」，但3小時後旋即跳過評級「中」，將該評級直接上調為「高」，並發出熱帶氣旋形成警報。此外日本氣象廳於凌晨2時將該低壓區升格為熱帶低氣壓，並在早上8時對其發出烈風警報。
9月15日凌晨2時，聯合颱風警報中心將該系統升格為熱帶低氣壓，並給予編號20W。當日該系統發展較慢，組織鬆散，移動亦飄忽不定，採取一條蛇形路徑，向西北偏西移動後突然以90度轉往東北偏北方向，但半日後在副熱帶高壓脊影響下再度往西北轉向，回復原來的移動方向。之後系統在垂直风切变微弱的環境中開始整合，強度穩步上揚，日本氣象廳在翌日（16日）凌晨2時將該熱帶低氣壓升格為熱帶風暴，給予國際編號1520，並命名為科羅旺，聯合颱風警報中心亦同時將科羅旺升格為熱帶風暴。9小時後，日本氣象廳將科羅旺升格為強烈熱帶風暴，這時科羅旺的中心密集雲團已經形成，並開始發展出「雲捲風眼」。而由於副熱帶高壓脊支配西北太平洋，其南面深厚的東風帶引領科羅旺穩定地採取西北偏西路線，時速約15公里。
受惠於垂直風切變微弱、海水炎熱和高空輻散良好的環境，科羅旺在17日繼續增強，打通分別向赤道和極地的雙向流出通道，中心密集雲團進一步鞏固，並打開風眼。日本氣象廳和聯合颱風警報中心在凌晨2時同步將科羅旺升格為颱風。當日科羅旺移至副熱帶高壓脊西南側，路徑變得偏西北，移速維持在每小時15公里左右，而科羅旺亦在晚上達到強度巔峰。翌日（18日）科羅旺沿副熱帶高壓脊西側作順時針轉向，採取北至西北偏北的移動路線，同時系統西面捲入乾空氣使對流衰減，加上開始受西風帶影響，垂直風切變明顯加強，使科羅旺轉趨減弱。
科羅旺在19日的移動方向漸轉為東北，強度繼續回落，風眼變得模糊不清，變為「雲塞風眼」。聯合颱風警報中心在當晚8時將科羅旺降格為熱帶風暴，而日本氣象廳在20日凌晨2時亦將科羅旺降格為強烈熱帶風暴。受到更強烈的風切變，以及水溫下降導致能量供應減少的影響，科羅旺的中心密集雲團被毀壞，深層對流向東北切離，且風眼被完全填塞，低層環流中心甚至局部外露。受到冷空氣入侵，科羅旺亦逐漸發展出鋒面，開始轉化為溫帶氣旋的過程。聯合颱風警報中心在當晚8時對科羅旺發出最後警報，同時日本氣象廳把科羅旺降格為熱帶風暴，並在翌日（21日）凌晨2時表示科羅旺已轉化為溫帶氣旋。系統之後繼續北上，但到北海道以東時卻突然掉頭南移，再逐漸轉向偏東。科羅旺的殘餘系統仍維持足足一星期，最終在28日才減弱消散。

## 釋義
1. ↑  當有2種以上全球預報模式表示某低壓區將於未來48小時內發展為熱帶氣旋，聯合颱風警報中心則將該系統之熱帶氣旋形成機會評級為「低」。除非環境異常優良，否則該系統在24小時內發展為熱帶氣旋的機會甚微。[4]
2. ↑  當有3種以上全球預報模式表示一低壓區將於未來48小時內發展為熱帶氣旋，聯合颱風警報中心則將該系統之熱帶氣旋形成機會評級為「中」。一般而言，即使發展機會增大，系統過了24小時之後發展成熱帶氣旋的機會才較高；但如果環境良好，系統亦可以在24小時內形成熱帶氣旋。[4]
3. ↑  當有3種以上全球預報模式表示一低壓區將於未來24小時內發展為熱帶氣旋，聯合颱風警報中心則將該系統之熱帶氣旋形成機會評級為「高」，並同步發出熱帶氣旋形成警報。此時該系統於24小時之內形成熱帶氣旋的機會極高，若氣象因素特別有利，該系統更可於6小時內增強為熱帶低氣壓。[4]
4. ↑  「垂直風切變」是指比較一垂直高度中的風速及風向差。[5]
5. ↑  前二位為當年公元紀年末二碼（2015），末二位代表科羅旺是當年被日本氣象廳第20個升格為熱帶風暴的熱帶氣旋。
6. ↑  「中心密集雲團」是達強烈熱帶風暴級別之熱帶氣旋所擁有的一種特徵，在衛星雲圖上所見為一渾圓，集中及具有組織的密集雲區在中心附近旋轉，通常為積雨雲或塔狀積雲，會引致中心附近有雷暴發生。中心密集雲層區之下應有相當明顯而成熟的螺旋雲帶，同時伸展到雲帶之外；當熱帶氣旋進一步增強至颱風程度時，風眼也會開始在此處的中心區域形成。[6]
7. ↑  「雲捲風眼」是熱帶氣旋中心當中，由螺旋雲帶旋捲成之缺乏組織的眼牆，結構看來較不佳。此現象以發生在熱帶氣旋環流中吹西北風象限內者較為普遍，其維持時間隨當時形成熱帶氣旋的氣象環流條件不同而異，出現時間或長或短。[7][8]
8. ↑  「赤道東風帶」位於3000米以上高空，空氣由副熱帶高壓流向赤道附近之低壓，在科里奥利力作用之下形成偏東風。此乃地球三股行星風系中的其中之一，有導引熱帶氣旋向西移動的作用，一般令熱帶氣旋以每小時20公里左右行進。[9]
9. ↑  「輻散」是指空氣由一個中心向四周散開，通常只有氣旋式輻散，形成原因和輻合的機制相若，只是一般是在高壓系統發生。高空也能有高壓，所以高空也能有輻散，高空輻散足夠又有水氣時就可能降雨，形成原因和輻合相若。[10][11]
10. ↑  「西風帶」是位於副熱帶高壓與副極地低壓之間（大致在南北緯30至60度之間）的行星風帶。從副熱帶高壓流向副極地低壓的氣流在科里奥利力（或稱「地轉偏向力」、「科氏力」）的作用之下，偏轉成西風（北半球為西南風，南半球為西北風），因此西風為盛行風。[12][13]

## 外部連結
- （日語）日本氣象廳：1520最佳路徑圖 （页面存档备份，存于）（有待公佈）、2015年熱帶氣旋最佳路徑數據 （页面存档备份，存于）
- （繁體中文）香港天文台：2015年9月熱帶氣旋概述 （页面存档备份，存于） （页面存档备份，存于）